# John Brown
John Brown (ur. 9 maja 1800 w Torrington, zm. 2 grudnia 1859 w Charles Town) – jeden z głównych przedstawicieli abolicjonizmu amerykańskiego. Był idealistą, nieprzejednanym wrogiem posiadaczy niewolników, których uważał za przestępców. W maju 1856 w czasie walk w Kansas, by pomścić śmierć pięciu poległych osadników północnych, urządził ze swymi czterema synami, zięciem i dwoma sąsiadami napad na proniewolniczych osadników południowych, zabijając pięciu z nich.
16  października 1859 na czele uzbrojonego oddziału usiłował wywołać powstanie niewolników na Południu Stanów Zjednoczonych, atakując arsenał w Harpers Ferry w stanie Wirginia. Pozbawiony obrony arsenał zdobył z łatwością, dokonał dwóch napadów na plantacje, uwalniając niewolników i zatrzymując plantatorów jako zakładników, jednak akcja nie spotkała się ze spodziewanym odzewem wśród niewolników. Gdy na miejsce przybyła kompania piechoty morskiej pod dowództwem ówczesnego pułkownika Lee, Brown zabarykadował się ze swymi ludźmi w parowozowni. Przez cały dzień bronił się mimo śmierci jednego ze swych synów i ciężkiego poranienia drugiego. Gdy jednak następnego dnia wojsku udało się wyważyć bramę, wzięto do niewoli rannego Browna i 4 jego ludzi (10 poległo, a 4 zbiegło). W kilka dni później sąd skazał Browna na śmierć przez powieszenie bez prawa do ułaskawienia. W czasie rozprawy Brown oświadczył, że wykonywał tylko wskazania Biblii. Odrzucił wniosek swego adwokata o traktowanie go jako niepoczytalnego. Jego spokojne i niezłomne zachowanie się przed sądem oraz w czasie egzekucji wywołało wielkie wrażenie. W wielu miejscowościach bito w dzwony i odbyły się zebrania oraz nabożeństwa ku jego czci.
Egzekucja Johna Browna zaogniła konflikt północnych i południowych stanów USA w sprawie niewolnictwa, który stał się jedną z przyczyn wojny secesyjnej.
Za bohatera uznało go wielu pisarzy, w tym Victor Hugo.
Cyprian Kamil Norwid poruszony wieścią o skazaniu Johna Browna na śmierć napisał wiersz Do obywatela Johna Brown, w którym krytykuje rozbieżność między wolnościowymi ideami jakie towarzyszyły powstawaniu Stanów Zjednoczonych a faktem istnienia w tym państwie niewolnictwa.
Pieśń John Brown's Body, poświęcona śmierci Johna Browna, stała się jedną z pieśni bojowych armii Unii.